# فيرنون دي ماركو
فيرنون دي ماركو (بالإسبانية: Vernon De Marco Morlacchi)‏ هو لاعب كرة قدم أرجنتيني في مركز الدفاع، ولد في 18 نوفمبر 1992 في روساريو في الأرجنتين في أبولون ليماسول القبرصي. لعب مع نادي كونستانسيا ونادي حتا الإماراتي.

## وصلات خارجية
- فيرنون دي ماركو على موقع الاتحاد الأوربي (الإنجليزية)
- فيرنون دي ماركو على موقع قاعدة بيانات كرة القدم.إي يو (الإنجليزية)
- فيرنون دي ماركو على موقع ناشيونال فوتبول تيمز (الإنجليزية)
- فيرنون دي ماركو على موقع Soccerway.com (الإنجليزية)
- فيرنون دي ماركو على موقع عالم كرة القدم.نت (الإنجليزية)